# ディエゴ・ベハラノ
ディエゴ・ベハラノ・イバニェス（Diego Bejarano Ibáñez .  1991年8月24日 - ）は、ボリビア・サンタクルス県サンタ・クルス・デ・ラ・シエラ出身のプロサッカー選手。リーガ・デ・フットボル・プロフェシオナル・ボリビアーノのクラブ・ボリバルに所属している。ポジションはMF。

## 来歴
2010年にザ・ストロンゲストでプロデビュー。2014年7月11日にギリシャ・スーパーリーグのパネトリコスFCに移籍。加入1年目の2014-15シーズンは24試合2得点を記録。翌2015-16シーズンは出場機会が激減。2016年1月に古巣のザ・ストロンゲストにローン移籍で復帰し、同年夏に完全移籍で正式に復帰。2018年1月に、ライバルチームのクラブ・ボリバルに移籍した。

## ボリビア代表
2012年にボリビア代表に招集され、コパ・アメリカ・センテナリオ、コパ・アメリカ2019に出場。2019年大会はチームキャプテンを務めた。2019年3月には、韓国戦、日本戦の東アジア遠征にも招集され、来日している。